# El Ujuxte
El Ujuxte é um sítio arqueológico mesoamericano do período pré-clássico, no departamento de Retalhuleu, Guatemala 12 km do Oceano Pacífico. É um dos maiores sítios arqueológicos da costa pacífica da Mesoamérica e o maior deste período, apresentando cerca de 200 montículos e ocupando uma área aproximada de 200 ha. O estudo arqueológico da zona iniciou-se em 1993 e as primeiras escavações foram feitas em 1995. 
Os dados disponíveis parecem indicar que terá sido fundado cerca de 1 200 a.C. sendo abandonado em 200 d.C., em favor de Takalik Abaj.